# 王晓玲 (秦腔)
王晓玲（1933年1月1日—2021年8月3日），被誉为“九龄童”，女，汉族，甘肃临洮人，原籍河南开封，中共党员，秦腔表演艺术家，一级演员、中国戏剧家协会会员，曾任甘肃省政协委员、甘肃省文联委员，曾受到毛泽东、周恩来、刘少奇、朱德、彭德怀的接见。

## 生平
1933年1月1日，生于今甘肃省定西市临洮县。7岁时，进入临洮县的福盛班开始学艺，师从曹福成，因师傅对徒弟要求过于严格，动辄打骂，王晓玲因此大病一场，父母便决定退师。恰逢朱训俗当时在临洮演出，王晓玲的父母便托人求师，王晓玲得以继续学艺。1942年，兰州新兴社的陈景民听闻王晓玲的唱功不错，便将王晓玲雇到兰州演出，得以《别窑》、《慈云庵》、《柜中缘》闻名，被誉为“九龄童”。同年，平乐社社长邱梅亭雇其在平凉演出。1943年，返回兰州，在众英社演出《卧薪尝胆》《白玉楼》、《天河配》等。后曾在武威的新伶社演出。1947年，王晓玲赴迪化，在王宝胜主办的兴中舞台搭台演戏，同行的著名秦腔艺人有党玉亭、薛再平、王义民等。1949年春，在兰州加入精诚剧社。兰州解放后，在文化社演出。1950年，西北局为其颁发进步艺人奖章。1953年，赴朝鲜慰问中国人民志愿军。1955年，王晓玲主演的《玉堂春》在甘肃戏曲会演中荣获一等奖。1956年，加入甘肃省秦剧团。1957年，出席中国妇女第三次全国代表大会。曾担任第一至第七届甘肃省政协委员。1981年夏，王晓玲在景泰县剧团和八名老艺人配合下，在兰州连续演出了她的拿手戏《玉堂春》、《秦香莲》、《五典坡》、《杀狗劝妻》等，将演出的全部收入作为儿童福利基金捐献。1988年，退休。
2021年8月3日，逝世于兰州，享年89岁。

## 评价
彭德怀：“听说你是名震西北的秦腔名家，秦腔唱得好，又是陇剧改革的实践者。听他们说你会唱豫剧、蒲剧，实在不简单，多才多艺！”
朱德：“你的秦香莲唱得不错嘛！很有功夫，很好听，九岁就出名，真不简单。希望你为社会主义一直演到九十九！”
梅兰芳：“你嗓音高亢圆润，吐字清楚，表演得也抒情感人，愿你在秦陇大地更有所成就。”
《甘肃日报》（文志祥、田萍撰写的《秦腔名演员王晓玲舞台四十年》）：“在四十年的舞台生涯中，王晓玲勤学苦练，勇于实践，在钻研秦腔演唱艺术的同时，注意博采豫剧、晋剧、京剧等剧种之长，学习研究梅兰芳、常香玉的唱念做打等方面，融会贯通，从而形成了自己的独特风格。她的唱腔功力尤为深厚，发音自然，音质优美，字正腔圆，高音铿锵有力，低音悠婉动听。在有些唱腔的变化上，有异峰突起之妙。她擅长‘苦中乐’‘麻鞋底’‘十三腔’‘倒板序子’‘三拉腔’等秦腔中难度很大的彩腔，独具一格。”